# Ocón
Ocón è un comune spagnolo di 369 abitanti situato nella comunità autonoma di La Rioja.